# Spaniel francés
El Spaniel francés (Epagneul Français) es una raza canina de tipo Spaniel originario de Francia como perro de caza descendiente de perros del siglo XIV.
La raza, popular entre la monarquía en la Edad Media, estuvo a punto de extinguirse a comienzos del siglo XX, siendo salvada por el padre Fournier, cura francés.
Uno de los perros Spaniel de mayor tamaño, su manto es blanco con marcas marrones. Es una raza amigable con pocos problemas de salud aunque puede verse afectado por el "Síndrome de mutilación acral y analgesia".
La raza fue reconocido por el Kennel Club Canadiense y la FCI, pero no por el The Kennel Club de Reino Unido. El American Kennel Club lo ha incluido en el grupo Foundation Stock Service, primer paso para su reconocimiento completo.

## Imágenes

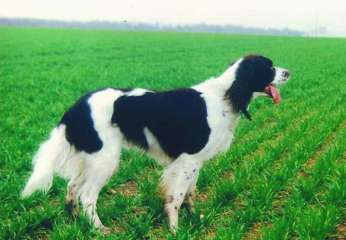
Con marcas negras
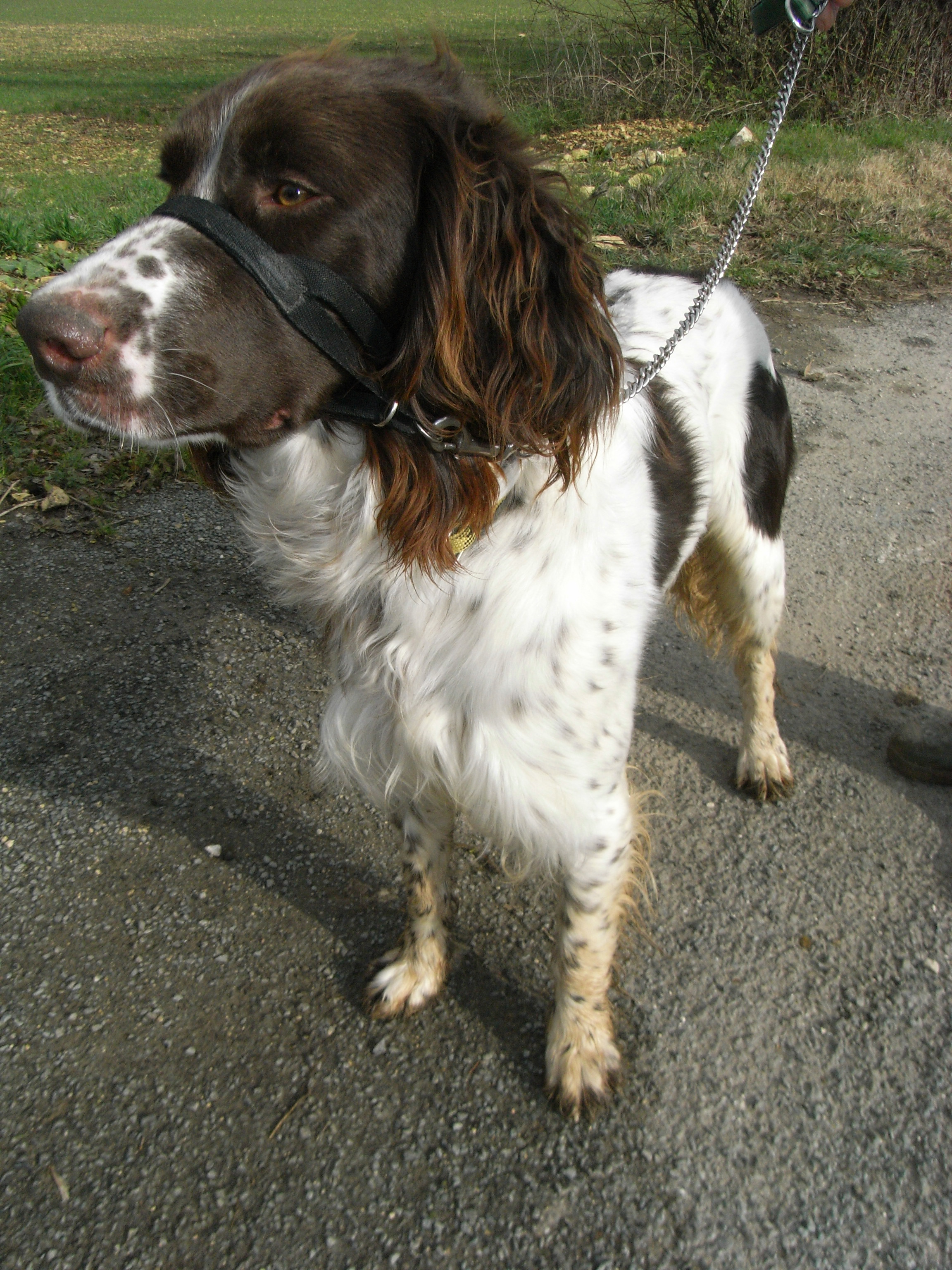
Marrón y blanco
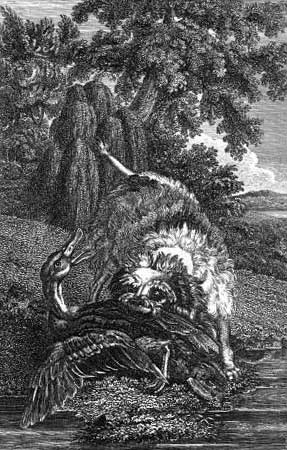
Dibujo de 1805